# بورصة كولومبيا
 بورصة كولومبيا للأوراق المالية تأسست نتيجة لدمج ثلاث بورصات مستقلة: بوغوتا (بولسا دي بوغوتا، 1928)، وميديلين (بولسا دي ميديلين، 1961) وأوكسيدنتي (بولسا دي أوكسيدينتي، كالي، 1983). لديها مكاتب في بوغوتا وميديلين وكالي. تقع الشركة في 19 مدينة كولومبية من خلال اتفاقيات مع الجامعات وغرف التجارة.
كمزود للبنية التحتية ومصدر للأوراق المالية، يتم الإشراف عليها بواسطة هيئة رقابة سوق المال الكولومبية، وتتمثل مهمتها الرئيسية في تمويل بديل للنظام الإنتاجي، من خلال الاستثمار المباشر. ولا تحتوي على وظائف تنظيمية أو إشرافية.

## روابط خارجية
- بولسا دي فالوريس دي كولومبيا.
- دليل السماسرة في بولسا دي فالوريس دي كولومبيا (صفحة باللغة الإسبانية).
- الموقع المالي لسوق الأسهم الكولومبية (صفحة باللغة الإسبانية) نسخة محفوظة 11 مايو 2019 على موقع واي باك مشين..